# جان کوپ
جان کوپ (انگلیسی: John Cope; ۷ ژوئیهٔ ۱۶۸۸  – ۲۸ ژوئیهٔ ۱۷۶۰) افسر و سیاستمدار اهل پادشاهی بریتانیای کبیر بود. وی همچنین برندهٔ جوایزی همچون نشان حمام شده‌است.